# Elimea
Elimea (o Elimeia segons Estrabó o Elimiotis segons Flavi Arrià) (en grec antic Ελίμεια) fou un districte del sud-oest de Macedònia limitat per Eòrdia i Piera o Pieira i arribava per l'oest fins al Pindos. El riu principal era el Haliacmon.
Va ser poblada pels elimeis o elimiots, però fou conquerida pels reis de Macedònia, i va constituir una regió estratègica perquè comunicava amb Epir i amb Tessàlia degut als nombrosos passos que hi portaven. El país va conservar els seus prínceps. Un príncep de nom Derdas apareix durant la guerra d'Esparta contra Olint.
Sota domini romà Elimea va ser inclosa a la quarta regió de Macedònia.
Hi havia una ciutat anomenada Elimea on el rei Perseu de Macedònia, el 170 aC, va revistar les seves forces. És probablement la moderna Unitat perifèrica de Grevenà.